# Éditions Bréal
Pour les articles homonymes, voir Bréal.
Éditions Bréal est une maison d'édition française fondée en 1969 par Jean-Michel Zunquin. Elle est devenue, en 2014, une marque éditoriale exploitée par le groupe Studyrama.
À l'origine, la spécialité scolaire et parascolaire de Bréal se manifeste dans des manuels (de science, d'économie, etc.) pour classes préparatoires et des fiches pour le lycée et l'université.
La maison publie aussi depuis 1999 des manuels pour le collège et des essais.

## Historique
La société Éditions Bréal est, lors de sa fondation en 1969 par Jean-Michel Zunquin, une maison d'édition indépendante, éditorialement, financièrement et commercialement (diffusion et distribution).
L'équipe éditoriale collabore avec plus de cinq cents personnes (auteurs, lecteurs, correcteurs). À l'origine, les éditions Bréal sont spécialisées dans les ouvrages scolaires et parascolaires, avec des précis (de science, d'économie, etc.) pour classes préparatoires et des fiches pour le lycée et l'université. Depuis la fin des années 1980, elles publient aussi des manuels pour le lycée et le collège.
En 2009, le siège social est transféré à Paris, dans le 12e arrondissement.
En janvier 2014, la société est placée en liquidation judiciaire par le tribunal de commerce de Paris et est reprise par le groupe Studyrama.

## Ligne éditoriale et catalogue
La société dispose d'un catalogue de près de 800 titres.
Bréal est plus fortement présent en sciences économiques et sociales, en histoire et en géographie. Les collections proposent des titres dans des disciplines variées (lettres ; sciences humaines ; sciences, technologie, ingénierie et mathématiques , économie ; etc.).
Bréal publie aussi des collections parascolaires et édite des ouvrages qui s'adressent à un public plus large, dans divers domaines (culture générale, philosophie, économie, écologie, bien-être, formation professionnelle, bande dessinée, etc.).
La maison publie depuis 1999 des manuels pour le collège et des essais.
En 2001 est lancée une série d'ouvrages faussement scolaires et destinés en réalité au grand public, les Antimanuels (Antimanuel de philosophie, Michel Onfray, 2001 ; Antimanuel d'économie, Bernard Maris, 2003 ; Antimanuel d'écologie, Yves Cochet, 2009 ; etc.), intégrant ainsi de nouveaux auteurs comme Marcela Iacub, Patrice Maniglier, Emmanuel Pierrat, François Bégaudeau, Jean-Paul Escande, Serge Hefez, ou encore Jean-Paul Guedj, Joann Sfar, Ferrante Ferranti, Laurent Carroué, Sylvie Brunel et, plus récemment, Kilien Stengel et François Jost.